# Popillia cameruna
Popillia cameruna är en skalbaggsart som beskrevs av Hermann Julius Kolbe 1903. Popillia cameruna ingår i släktet Popillia och familjen Rutelidae. Inga underarter finns listade i Catalogue of Life.